# 舞浜リゾートライン
株式会社舞浜リゾートライン（まいはまリゾートライン、英: Maihama Resort Line Co., Ltd.）は、千葉県浦安市でモノレール路線の「ディズニーリゾートライン」を運営している京成グループの鉄道事業者。オリエンタルランド（OLC）の連結子会社である。

## 概要
東京ディズニーリゾートを周回するモノレール「ディズニーリゾートライン」の運営のほか、東京ディズニーセレブレーションホテルの所有（経営・運営はブライトンコーポレーションに委託）も行っている。
経営状況は、資産規模に比してディズニーリゾートラインの建設費の額が大きく、減価償却費や借入金の利息額が大きいため、債務超過状態にあった。経営努力のほか、親会社であるオリエンタルランドの支援も受けているが、経営の状況が好転しないため、2007年4月に運賃の値上げを初めて行なった。それらが功を奏してか、2018年現在では収支が黒字化している。
なお舞浜リゾートラインは京成グループの企業であるが、親会社のオリエンタルランドと同じくウォルト・ディズニー・カンパニーとのライセンス契約の関係から「K'SEI GROUP」ロゴは一切使用していない。

## 歴史
- 1997年（平成9年）
  - 4月9日 - 会社設立[1]。
  - 6月3日 - ディズニーリゾートラインの第一種鉄道事業免許申請につき官報告示[8]。
  - 6月24日 - ディズニーリゾートラインの第一種鉄道事業を免許することが妥当と、運輸審議会は運輸大臣へ答申[9]。
  - 6月27日 - ディズニーリゾートラインの第一種鉄道事業免許取得。
- 2001年（平成13年）7月27日 - ディズニーリゾートライン開業[1]。
- 2005年（平成17年）2月25日 - パーム&ファウンテンテラスホテル開業。
- 2009年（平成21年）3月14日 - ディズニーリゾートラインにPASMOを導入。Suicaと相互利用可。
- 2013年（平成25年）3月23日 - 交通系ICカード全国相互利用サービス開始に伴い、ディズニーリゾートラインでTOICA、ICOCAなども利用可能となる。
- 2014年（平成26年） 4月1日 - パーム&ファウンテンホテルの経営・運営がミリアルリゾートホテルズから同社子会社のブライトンコーポレーションに変更。

## 路線

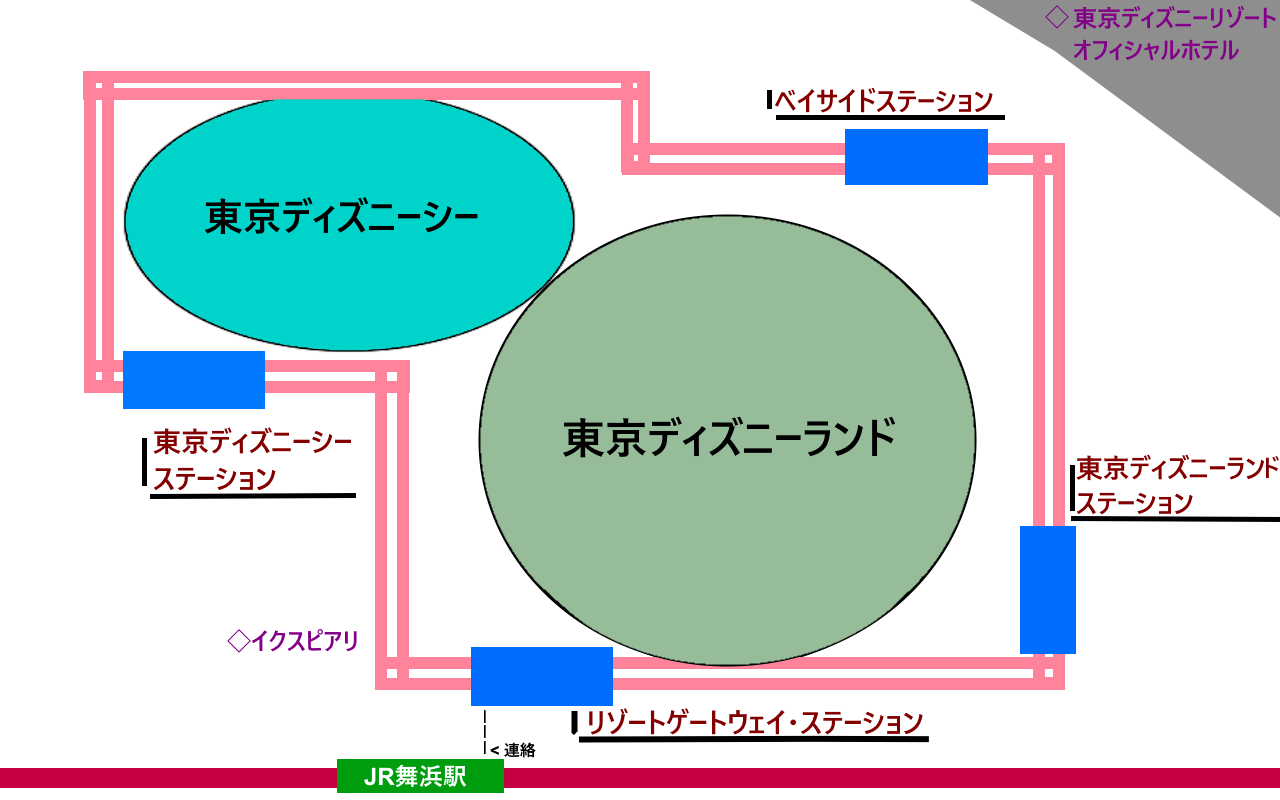
路線図

- ディズニーリゾートライン

## 車両
車両は6両編成5本あり、「リゾートライナー」と呼ばれる。自動列車運転装置（ATO）による自動運転だが車掌（ガイドキャストと呼称）が乗務する（逆ワンマン運転）。整備・検査の一部を京成グループ各社に委託する場合もある（京成電鉄〈宗吾工場・くぬぎ山車両基地〉・北総鉄道〈印旛車両基地〉など）。実際、全般検査は舞浜から車両を京成宗吾工場まで陸送して行われた。
乗務員の育成を京成電鉄に委託している。
2020年より新型車両「リゾートライナー（TypeC）」が運行開始され、それに合わせる形で既存車両の入れ替えが行われ、2023年度末までに5本すべてを新車に入れ替えた。当初、「リゾートライナー（TypeC）」の運行は、2020年5月21日からを予定していたが、新型コロナウイルス感染拡大によって運行開始日が延期となり、同年7月3日から運行を開始した。2024年度末までとされた全5編成（30両）の導入予定は、2023年度末までの予定に変更された。

### Type X（10形）
2001年の開業時に導入された車両。全長約84mの6両編成（定員537人）が5本（30両）在籍し、編成ごとに外装の塗色が異なる。日立製作所製。車内貫通路上に車両識別用番号が記載されている。編成中における電動車と付随車の比率（MT比）は4M2Tで、電動車は中間車のみで、先頭車は主電動機を搭載していない。編成は第1編成（11 - 16号車）ブルー、第2編成（21 - 26号車）イエロー、第3編成（31 - 36号車）パープル、第4編成（41 - 46号車）グリーン、第5編成（51 - 56号車）ピーチである。営業運転での最高速度は50km/hで、速度計は70km/hまでのものを採用した。
車内は他の鉄道とは一線を画し、鉄道車両としては非常に大胆なデザインとなった。車両の窓やつり革などの形状はミッキーマウスの顔を象っており、ロングシートの座席は中央部分が出っ張った珍しい形状になっていた（これらの窓の大きさは法的に合致している大きさである）。また車内にはTDRのパーク内でも使われているBGMが常に流されていた。クリスマス期間にはクリスマスのBGMが流される。ラッピングライナーの車両によっては、BGMを変更する場合がある。各車両の連結部付近には小型のショーケースが設置され、TDR公式ファンクラブ「ファンダフル・ディズニー」を紹介するディスプレイとして使用されていた（以前はディズニーのアンティークグッズが各種展示されていた）。安全のため網棚は設置されていない。後年、前照灯のLED化と車内案内表示器の液晶画面への換装が行われたが、液晶画面の表示内容はLEDのものと変わらなかった。ドアチャイムは、JR東海313系などと同じものが使われていた。
後述のType C（100形）導入により廃車が進み、2024年9月1日に運行を終了した。
2023年11月1日から2024年9月1日の期間限定でリゾートゲートウェイ・ステーション構内の「Enjoy the ride! Resort Liner」にて第1編成先頭車両（11号車）のカットモデルが展示されおり、通常は見ることのできない先頭車両の運転席の見学が可能であるほか、フォトスポットが設けられている。

### Type C（100形）
2020年7月3日から運行されている車両。開業時の車両Type Xと同じく日立製作所製で、2023年度末までにType X全てを1編成ずつ順次このType Cに入れ替える予定とされ、2024年1月1日に全5編成が揃った。編成は101編成（111 - 116号車）イエロー、102編成（121 - 126号車）ピンク、103編成（131 - 136号車）ブルー、104編成（141 - 146号車）パープル、105編成（151 - 156号車）グリーンである。
「いつでも　どこでも　だれにでも　ディズニーの世界観を提供したい」をコンセプトに、Type Xと比べつり革の高さが3段階となる、車両の窓が拡大、ロングシート部の出っ張りがなくなる等の変更点がみられる。車内の照明（間接式に変更し、座席下にも設置）やドアエンジンの構造も変更されている。各車両には防犯カメラとフリースペースが、また3、4号車にはワイドフリースペースが設けられ防犯面やバリアフリー面が向上した。車内案内表示器は字幕表示とアニメーション表示がされ、路線図やステーション間を走行するリゾートライナーが映し出される。ディズニーリゾートライン開業20周年に当たる2022年7月27日から、世界のディズニーテーマパークのモノレールとしては初のミッキーマウスによるアナウンスが行われている。